# James Buchanan
James Buchanan (Cove Gap, Pennsylvania,  1791. április 23.  – Lancaster, Pennsylvania, 1868. június 1.) amerikai politikus, az Amerikai Egyesült Államok 15. elnöke. Ő az egyetlen amerikai elnök, aki sohasem házasodott meg.
Elnökké választása előtt a pennsylvaniai (1815–16) és a szövetségi Képviselőház (1821–31) tagja volt. Kezdetben a Föderalista Pártot, majd ennek felbomlása után Andrew Jackson híveit támogatta. 1832 és 1833 között Szentpéterváron volt nagykövet, ahol megkötötte az első orosz–amerikai kereskedelmi szerződést. A Szenátusban (1834–45) a külügyi bizottság elnökeként tevékenykedett, majd James Knox Polk elnök külügyminiszterré nevezte ki (1845–49). Franklin Pierce elnök követként Nagy-Britanniába küldte (1853–56), ahol Kuba megvásárlásáról folytatott sikertelen tárgyalásokat.

## Élete
Ősei Írországba emigrált skótok voltak. Apja, James Buchanan (1761–1821) kereskedő, anyja Elizabeth Speer (1767–1833) volt. Szülei 1783-ban Észak-Amerikába vándoroltak, összesen tizenegy gyerekük született, James Buchanan a másodszülött volt.
1797-ben a Buchanan család Mercersburgba költözött. James Buchanan itt kezdte meg iskolai tanulmányait, majd a carlislei Dickinson College-ben folytatta. Később jogi tanulmányokat folytatott Lancasterben.
Buchanan élete végégig agglegény maradt. Számos történész érvel homoszexuális irányultsága mellett a fennmaradt levelezésekre és naplójegyzetekre alapozva. Legközelebbi barátja William R. King alabamai szenátor volt, aki rövid ideig alelnökként is működött 1853-ban, hirtelen bekövetkezett haláláig. A két férfi éveken át együtt lakott. Buchanan egy ízben Kingre a "jobbik feleként" hivatkozott.

## Elnöksége
1856-ban John Buchanant a demokraták elnöknek jelölék, s választásokat 1 832 955 népi (45%), 174 elektori szavazattal meg is nyerték.
Buchanan ellenezte a rabszolgaságot, ugyanakkor polgártársait arra szólította fel, hogy az igazságtalannak tűnő törvényeknek is engedelmeskedniük kell. Úgy vélte, hogy az erkölcsi kérdéseket nem lehet politikai eszközökkel megoldani. Beiktatása után három nappal a Legfelsőbb Bíróság a szabad területen tartózkodó Dred Scott nevű rabszolga ügyében határozatot hozott: a rabszolga nem válhat szabaddá, nem folyamodhat szövetségi törvényszékhez. A határozat Északon nagy felháborodást keltett, a Déliek viszont az Északiak tiltakozása miatt háborogtak, mivel szerintük az Északiak nem tisztelik a Legfelsőbb Bíróság döntéseit.
A politikai válságot 1857 végétől gazdasági válság is kísérte. Buchanan a válságért az északiakat, főleg a republikánusokat okolta. 1858-as kongresszusi választások után a Képviselőházban többségbe kerültek a republikánusok. A többségbe került ellenzék pedig sorra leszavazta a demokrata Buchanan indítványait.

Az 1860-as elnöki választásokat a rabszolgaság terjedésének megakadályozásáért küzdő Abraham Lincoln nyerte meg. Dél-Karolina állam 1860. december 20-án kilépett az Unióból, s a következő két hónapban Mississippi, Florida, Alabama, Georgia, Louisiana és Texas is hasonlóan járt el. Ezt követően a kabinet déli tagjai lemondtak, Buchanan az Unió északi híveivel töltötte fel a megüresedett helyeket, valamint négy pontból álló programot terjesztett a Kongresszus elé. Azt javasolta, hogy a szövetségi jövedelmeket mindenképpen szedjék be, növeljék a hadsereget és a flottát, hívjanak össze alkotmányozó konvenciót a válság rendezésére, s fogadják meg, hogy nem indítanak fegyveres harcot. A Kongresszus azonban nem támogatta.

| Elődje: Franklin Pierce | Az Amerikai Egyesült Államok elnöke 1857. március 4. – 1861. március 3. | Utódja: Abraham Lincoln |